# شهرستان بوکو
شهرستان بوکو (به لاتین: Boko District) یک منطقهٔ مسکونی در جمهوری کنگو است که در بخش پول واقع شده‌است.